# Polystepha pilulae
Polystepha pilulae är en tvåvingeart som först beskrevs av Beutenmuller 1892.  Polystepha pilulae ingår i släktet Polystepha och familjen gallmyggor. Inga underarter finns listade i Catalogue of Life.